# منزل ويليام هنري ولتش
منزل ويليام هنري ولتش هو منزل متجاور من 3 طوابق يقع في يحمل الرقم 935 في شارع القديس بول في بالتيمور، ماريلاند، وكان مشهورا بأنه سكن الطبيب ويليام هنري ولتش من 1891 إلى 1908. كان أحد الأساتذة الأربعة الكبار المؤسسين لمستشفى جونز هوبكنز. كما كان أول عميد لمدرسة طب جامعة جونز هوبكنز وومدرسة الصحة العامة.
أدرج منزل ويليام هنري ولتش ضمن السجل الوطني للأماكن التاريخية في 7 كانون الثاني 1976، كما ضم إلى منطقة بالتيمور للتراث الوطني.